# Guerre russo-ukrainienne
Pour un article plus général, voir Guerres russo-ukrainiennes.
- Territoire contrôlé par la fédération de Russie (forces armées)
- Territoire contrôlé par le gouvernement ukrainien (Forces armées)
- Territoire contrôlé par la Russie puis récupéré par l'Ukraine

Conflits post-soviétiques
Batailles
- Euromaïdan
- Révolution de la Dignité
- Manifestations anti-Maïdan

Annexion de la Crimée
- Invasion russe de la Crimée
- Prise du Parlement de Crimée
- Prise de la base navale sud
- Incident de Simféropol (en)
- Occupation russe de la Crimée

Troubles pro-russes
- Odessa
- Troubles pro-russes à Kharkiv (uk)
- Troubles pro-russes à Louhansk (uk)
- Bataille de la rue Rymarska (uk)
- Proclamation de la république de Crimée
- Prise de Donetsk (uk)
- Proclamation de la RP de Donetsk
- Proclamation de la RP d'Odessa (hu)
- Proclamation de la RP de Lougansk
- Affrontements à Odessa du 2 mai (uk)
- Incendie de la Maison des syndicats d'Odessa

Guerre du Donbass
- Sloviansk
- Marioupol
- 1re Donetsk
- Louhansk
- Il-76
- Saour-Mogyla
- Vol Malaysia Airlines 17
- 2e Donetsk
- Loutouhyne
- Ilovaïsk
- 3e Donetsk
- 32e barrage
- Volnovakha
- Debaltseve
- Marïnka
- Avdiïvka

Offensive de Kiev (Jytomyr, Kiev) : 
- 1re Hostomel
- Tchernobyl
- Ivankiv
- Kiev
- 2e Hostomel
- Vassylkiv
- Boutcha
- Irpin
  - Bombardement de réfugiés
- Jytomyr
- Mochtchoun
- Makariv
- Brovary

Offensive du Nord (Tchernihiv, Soumy) :
- Hloukhiv
- Slavoutytch
- Bombardements
- Soumy
- Trostianets
- Tchernihiv
- Okhtyrka
- Lebedyn
- Konotop
- Romny
- Desna
- Escarmouches frontalières

Russie  (Briansk, Belgorod) :
- Incursions en Russie occidentale
  - Oblast de Briansk
  - Oblasts de Belgorod et de Koursk
    - Incursions de 2024

  - Bombardement de Belgorod
- Oblast de Koursk (août 2024)

Campagne de l'Est (Donetsk, Louhansk, Kharkiv)
Kharkiv :
- 1re Kharkiv
  - Tchouhouïv
  - Bombardements : en février
  - en mars
  - en avril
  - du bâtiment administratif
- Izioum
- 2e Kharkiv
  - Balaklia
  - 1re Koupiansk
  - Chevtchenkove
- 3e Kharkiv

Nord du Donbass:
- Starobilsk
- Sloviansk
  - Dovhenke
  - 1re Lyman
  - Sviatohirsk
  - Bohorodychne et Krasnopillia
  - Bombardements : Bilohorivka
  - Kramatorsk
- Sievierodonetsk
  - Kreminna
  - Donets
  - Roubijné
  - Popasna
  - Tochkivka
  - Massacre
- Lyssytchansk
- 2e Kharkiv
  - Balaklia
  - 1re Koupiansk
  - Chevtchenkove
  - 2e Lyman
- Oblast de Louhansk
  - Ligne Svatove-Kreminna
  - Serebryansky
  - 2e Koupiansk

 Centre du Donbass:
- Horlivka
- Popasna
- Svitlodarsk
- Bakhmout
  - Soledar
- Siversk
- Tchassiv Iar
- Toretsk
- Kourakhove
- Velyka Novossilka
- Novopavlivka

Sud du Donbass :
- Volnovakha
- Marioupol
  - Bombardements : de l'hôpital
  - du théâtre
  - de l'école d'art
- Pisky
- Vouhledar
  - Pavlivka
- Marïnka
- Contre-offensive de 2023
- Avdiïvka
- Novomykhaïlivka
- Pokrovsk
  - Krasnohorivka
  - Toretsk
- Bombardements :
- Makiïvka
- Donetsk

Campagne du Sud (Mykolaïv, Kherson, Zaporijjia)
- 1re Kherson
- Odessa
- Melitopol
- Mykolaïv
  - Bombardements : à fragmentation
  - du bâtiment administratif
- 1re Berdiansk
- Zaporijjia
- Tchornobaïvka
- Enerhodar
- Voznessensk
- Houliaïpole
- Davydiv Brid
- 2e Berdiansk
- Nova Kakhovka
- 2e Kherson
  - Doudtchany
- Dniepr
- Tchoulakivka
- Contre-offensive de 2023
  - Robotyne

Frappes aériennes dans l'Ouest et le Centre de l'Ukraine
- Lviv (02/2022)
- Vinnytsia (03/2022)
- Yavoriv (03/2022)
- Deliatyne (03/2022)
- Dnipro
- Rivne

Guerre navale
- Île des Serpents (02/2022)
- Moskva (04/2022)

Attaques en Crimée
- Novofedorivka (08/2022)
- Djankoï (08/2022)
- Pont de Crimée (10/2022)
- Base navale de Sébastopol (10/2022)
- Pont de Crimée (07/2023)
- Base navale de Sébastopol (09/2023)

Débordement
- Aéroport de Millerovo
- Sabotages en Russie
- Attaques en Transnistrie
- Sabotage des gazoducs Nord Stream
- Terrain d'entraînement militaire de Soloti
- Explosions en Pologne
- Bases aériennes de Dyagilevo et Engels-2
- Base aérienne de Minsk-Matchoulichtchi
- Crise russo-moldave de 2023
  - Accusations de tentative de coup d'État en Moldavie
- Incident de drone de 2023 en mer Noire
- Rébellion du groupe Wagner

Massacres
- Tchernihiv
- Boutcha
- Borodianka
- Olenivka
- Izioum

La guerre russo-ukrainienne, souvent appelée « guerre en Ukraine », est un important conflit post-soviétique, militaire et diplomatique, opposant l'Ukraine d'une part, à la Russie alliée aux forces séparatistes ukrainiennes prorusses d'autre part. Elle a commencé en février 2014, à la suite de la révolution ukrainienne de 2014, et s'est initialement concentrée sur le statut de la Crimée et de certaines parties du Donbass, internationalement reconnues comme faisant partie de l'Ukraine. Les huit premières années du conflit ont vu l'annexion de la Crimée par la Russie en 2014 et la guerre du Donbass (commencée dès 2014 entre l'Ukraine et les séparatistes ukrainiens, militairement soutenus par la Russie), ainsi que des incidents navals, la cyberguerre et des tensions politiques. À la suite de la crise diplomatique russo-ukrainienne de 2021-2022 à la fin 2021, le conflit s'est considérablement étendu lorsque la Russie a envahi l'Ukraine le 24 février 2022, au petit matin, et annexé de fait, encore quatre oblasts situés le long de la frontière entre la Russie et l'Ukraine : Louhansk, Donetsk, Zaporijjia et Kherson.
L'origine de la guerre remonte au 21 novembre 2013, à la suite de la décision de dernière minute, du gouvernement ukrainien prorusse de refuser de signer l'accord d'association entre l'Ukraine et l'Union européenne. Des manifestations de grande ampleur (l'Euromaïdan ou la Révolution de la Dignité) se déclenchent alors et aboutissent le 22 février 2014 à la fuite du président ukrainien Viktor Ianoukovytch, destitué par vote de l'Assemblée nationale ukrainienne (la Rada de Kiev) et remplacé par Oleksandr Tourtchynov qui devient président intérimaire. Un gouvernement provisoire, dirigé par Arseni Iatseniouk, est mis en place. En réaction, des groupes armés russes prennent le contrôle du Parlement de Crimée, qui élit un nouveau Premier ministre favorable à l'union avec la Russie. Un référendum, organisé sous le contrôle de la Russie, aboutit à un vote favorable au rattachement de la Crimée à la Russie, provoquant une crise diplomatique internationale. Plusieurs autres provinces ukrainiennes à forte population russophone, notamment le Donbass, connaissent des soulèvements prorusses similaires et organisent à leur tour des référendums d'autodétermination afin de se séparer du gouvernement ukrainien en place. La Russie est accusée de soutenir militairement les insurgés en y menant une guerre hybride,.
Face à ces évènements, le président ukrainien décide d'envoyer l'armée ukrainienne pour rétablir l'ordre dans ces territoires séparatistes. Commence alors la guerre du Donbass.
Le 17 juillet 2014, le vol Malaysia Airlines 17 est abattu près de la frontière russo-ukrainienne alors qu'il survole le Donbass. La destruction de cet avion civil amplifie la crise diplomatique, l'armée ukrainienne et les séparatistes ukrainiens s'en accusant mutuellement. Une enquête identifie les tireurs comme appartenant à l'armée russe,, pourtant censée ne pas être présente sur le terrain.
Le 21 février 2022, dans le cadre de la crise russo-ukrainienne de 2021-2022, le président russe Vladimir Poutine annonce la reconnaissance russe de l'indépendance des « républiques populaires » autoproclamées de Donetsk et de Lougansk et les forces armées russes pénètrent dans l'Est de l'Ukraine contrôlé par les républiques séparatistes,. Le 23 février au soir, Poutine annonce lors d'une allocution télévisée lancer une « opération militaire spéciale » en Ukraine. Dans la nuit du 23 au 24, le territoire ukrainien est bombardé et les troupes russes commencent l'invasion générale du territoire ukrainien.
Les Russes occupent rapidement l'oblast de Kherson et une grande partie de l'oblast de Zaporijjia lors d'une offensive au Sud qui réussit, mais sont repoussés lors d'offensives infructueuses contre Kiev et contre Kharkiv. Les Russes occupent Marioupol après une bataille de trois mois, prenant le contrôle de toute la côte de la mer d'Azov. Une nouvelle offensive du Donbass fait passer l'oblast de Louhansk sous contrôle russe.
L'invasion provoque la réaction des pays occidentaux, menant à l'isolement sans précédent de la Russie par la mise en place progressive de milliers de sanctions notamment économiques. Les membres de l'OTAN — principalement les États-Unis, le Canada et le Royaume-Uni — et les pays de l'Union européenne soutiennent l'Ukraine au moyen d'assistances économique et militaire massives comprenant notamment des livraisons d'armements et de munitions de toutes sortes ainsi que des aides aux formations technique et militaire des nouveaux combattants ukrainiens mobilisés en grand nombre.

## Contexte
À la chute de l'URSS, l'Ukraine, comme la Russie ou d'autres États de l'Europe de l'Est, connaît un fort développement de la corruption dans tous les rouages de la société, et la mainmise d'oligarques sur l'économie et le pouvoir. Ces oligarques bénéficient d'une impunité qui révolte la population[réf. nécessaire] (entre autres, l'affaire Oksana Makar).

### Statut de la Crimée
Le 25 janvier 1954, le Præsidium du Comité central du Parti communiste décide de transférer la Crimée de la république socialiste fédérative soviétique de Russie à la république socialiste soviétique d'Ukraine. Le 19 février 1954, le Præsidium du Soviet suprême de l'URSS transféra la Crimée de la Russie à l'Ukraine. Bien que la ville de Sébastopol — qui avait cessé de faire officiellement partie de la région administrative de Crimée en 1948 — ne soit pas spécifiquement mentionnée dans les documents, elle devient une partie de la république soviétique ukrainienne avec le reste de la péninsule de Crimée. Sébastopol devient — comme Kiev — une ville à statut spécial, un statut mentionné explicitement dans la Constitution ukrainienne de 1978 (uk). L'île de Touzla — au milieu du détroit de Kertch et comprise dans la région de Crimée — est également reconnue comme faisant partie du territoire de la république soviétique ukrainienne.
L'initiative est venue de Nikita Khrouchtchev, même si le président du Præsidium et successeur officiel de Joseph Staline est Gueorgui Malenkov. La discussion solennelle du 19 février (11e point à l'ordre du jour) dure un quart d'heure. Il n'y a pas de consultation publique en Crimée. En planifiant le transfert, Khrouchtchev avait plusieurs raisons. Formellement, le transfert fait partie de la célébration du 300e anniversaire du traité de Pereïaslav (1654), célébré comme le tricentenaire de l'union de l'Ukraine à la Russie (en).
Le 12 février 1991, la Crimée est devenue l'unique république autonome au sein de la RSS d'Ukraine, dans le cadre de l'Union soviétique.
Après la déclaration d'indépendance de l'Ukraine du 24 août 1991, le sort de la flotte de la mer Noire de l'ancienne Marine soviétique occasionne de nombreux différends. Les officiers des forces terrestres de l'ancienne Armée rouge avaient été relativement facilement répartis entre les nouveaux États indépendants. Les officiers de la marine de la mer Noire reconnaissent que l'Ukraine ne peut pas maintenir une vaste flotte et qu'il y aurait plus d'opportunités de promotion et d'avancement dans la marine russe que dans la marine ukrainienne. La division de la flotte de la mer Noire est le début des appels en Russie au « retour » de la Crimée. Le vice-président russe Alexandre Routskoï est le premier haut responsable de la Russie post-soviétique à préconiser le transfert de la Crimée à la Russie. En 1992, le Soviet suprême de la fédération de Russie adopte une résolution déclarant annulé l'acte de transfert de la Crimée à l'Ukraine. Cette décision continue d'influencer la diplomatie russe.
En mars 2008, la Russie a reconnu l'indépendance de l'Abkhazie et de l'Ossétie du Sud vis-à-vis de la Géorgie, une action condamnée par les Occidentaux. Le 13 août 2008, les autorités ukrainiennes imposent des restrictions aux mouvements de la flotte de la mer Noire, impliquée dans la guerre russo-géorgienne. Le ministre français des Affaires étrangères, Bernard Kouchner, dénonce lors d'un entretien à Europe 1 la campagne russe en Géorgie, notant qu'« il y a d'autres objectifs que l'on peut supposer être les objectifs de la Russie, en particulier la Crimée, l'Ukraine, la Moldavie »,,,. Son homologue, le ministre russe des Affaires étrangères Sergueï Lavrov accuse Kouchner d'une « imagination malade »,. Fin août 2008, pendant la guerre russo-géorgienne et en prévision d'un sommet ministériel européen extraordinaire à Bruxelles, le journaliste Thomas Roth de l'ARD allemande réalise une interview de Poutine,,,,,,,. Roth demande si Sébastopol et la Crimée seront le prochain objectif de la Russie. Poutine le nie et déclare : « La Crimée n'est pas un territoire contesté. Il n'y avait pas de conflit ethnique là-bas, contrairement à l'Ossétie du Sud et à la Géorgie. Et la Russie a depuis longtemps reconnu les frontières de l'Ukraine d'aujourd'hui. Nous avons essentiellement mis fin à nos discussions sur les frontières. Il s'agit de questions de démarcation, mais ce sont des choses techniques. Pour moi, la question d'objectifs similaires de la Russie envers l'Ukraine ressemble à une provocation »,,,,,,,.

### Statuts de l'île de Touzla et du détroit de Kertch
Le détroit de Kertch est le seul débouché de la mer d'Azov vers la mer Noire, et donc stratégiquement important pour la Russie et l'Ukraine. Au milieu du détroit se trouve l'île de Touzla, plus proche toutefois du côté russe que du côté de la Crimée, mais qui n'y est plus rattachée depuis 1925, lorsque la mer a provoqué l'érosion totale de l'isthme. Depuis 1954, l'île de Touzla fait partie de la RSS d'Ukraine, avec le reste de la région de Crimée. En conséquence, toute la partie navigable du détroit appartient aux eaux territoriales de l'Ukraine conformément au droit de la mer. Certains politiciens russes contestent cela, affirmant que Touzla est en fait un cordon littoral (en russe : коса, kosa), et donc une partie du continent russe. Si l'île devait faire partie du continent russe, la frontière maritime russo-ukrainienne passerait par le milieu du détroit de Kertch.
Les autorités du kraï de Krasnodar en Russie commencent à construire une chaussée reliant le territoire russe à Touzla, entraînant la crise frontalière d'octobre 2003. Pendant un certain temps, les gardes-frontières se sont fait face de l'autre côté du détroit et la situation ressemblait à la frontière entre la Corée du Nord et la Corée du Sud. Le président ukrainien Leonid Koutchma autorise à tirer pour tuer si les Russes tentent de prendre le contrôle de l'île. La crise est résolue, le statut de Touzla ne change pas. Les deux gouvernements conviennent de l'utilisation conjointe du détroit de Kertch et acceptent d'exclure les navires de pays tiers sans consentement mutuel. Le président russe Vladimir Poutine accepte d'arrêter la construction, et un accord est trouvé entre Nestor Choufrytch, le ministre ukrainien des Urgences et son homologue russe Sergueï Choïgou,. En 2007, l'isthme artificiel incomplet a été érodé. À cette époque, sa construction a de nouveau été suggérée par Oleg Mitvol, chef adjoint du Rosprirodnadzor (en), dans le contexte d'une marée noire en mer Noire.

### Opinions de Vladimir Poutine sur l'URSS et son effondrement
Selon l'agence de presse russe Tass, Poutine parle depuis des décennies de ми́ны (« mines ») posées au cours de l'histoire de l'Union soviétique. Dans sa première interview publique en 1991, lors de l'effondrement de l'URSS, Poutine décrit les dirigeants de la révolution d'Octobre comme ayant posé une mine sous la Russie. Poutine accuse les Bolcheviks d'avoir « divisé notre patrie en principautés séparées qui n'apparaissaient pas du tout auparavant sur la carte du monde, doté ces principautés de gouvernements et de parlements, et maintenant nous avons ce que nous avons »,.
En 2016, Poutine accuse Vladimir Ilitch Lénine d'avoir « planté une bombe atomique sous le bâtiment qui s'appelle la Russie, puis elle a explosé »,,. En 2020, Poutine fait référence à une « mine à action retardée, plantée en 1922 lors de la formation de l'Union soviétique » en préconisant les amendements (en) à la Constitution russe de 1993 et le référendum constitutionnel russe, qui, selon lui, renforceraient l'État russe et empêcheraient son effondrement de la même manière que l'URSS,.
En 2021, dans son essai De l'unité historique des Russes et des Ukrainiens, Poutine décrit le droit des républiques soviétiques à quitter l'Union soviétique comme « la mine à action retardée la plus dangereuse »,,. En 2022, Poutine déploie à nouveau cette métaphore dans son allocution télévisée du 21 février, Discours concernant les événements en Ukraine (en) : « Du point de vue du destin historique de la Russie et de ses peuples, les principes léninistes de construction de l'État » qu'il considère comme ayant conduit à leur séparation d'avec la Russie, étaient « bien pire qu'une erreur »,. Selon Poutine, bien que « sous un régime totalitaire » l'URSS ait maintenu l'unité de l'État, « le bacille de l'ambition nationaliste n'avait pas disparu, et la mine originelle qui avait été posée pour miner l'immunité de l'État contre la contagion du nationalisme n'attendait que ça. Cette mine, je le répète, était le droit de faire sécession de l'URSS »,,.
Au Club Valdaï en octobre 2022, Poutine déclare que « le seul vrai garant de la souveraineté de l'Ukraine ne peut être que la Russie »,.

### Opinions de Vladimir Poutine sur l'Empire russe
En 2008, avant le début de la guerre russo-géorgienne, Poutine et Viktor Iouchtchenko discutent du prochain tricentenaire de la bataille de Poltava. Iouchtchenko appelle à la réconciliation historique entre l'Ukraine et la Russie, notant le cas des relations polono-ukrainiennes et recommandant le film Par le fer et par le feu ; historiquement, les relations étaient sanglantes mais s'étaient améliorées avec des excuses mutuelles. Selon Iouchtchenko, Poutine répond : « Viktor Andriyevich, pourquoi voulez-vous que la Russie s'excuse pour le régime tsariste !? ». Iouchtchenko dit à Poutine qu'ils ne peuvent pas être présents sur le champ de bataille de Poltava sans visiter ensemble le site du massacre de Batouryn.
En juin 2022, Poutine compare la guerre russo-ukrainienne à la grande guerre du Nord, qui établit l'Empire russe sous Pierre Ier le Grand : « On a l'impression qu'en combattant la Suède, il s'emparait de quelque chose. Il ne s'emparait de rien, il reprenait. » Se référant aux conquêtes du tsar à Narva et dans la région où il fera construire Saint-Pétersbourg, Poutine a déclaré « Lorsqu'il a fondé une nouvelle capitale, aucun des pays d'Europe ne reconnaissait ce territoire comme appartenant à la Russie. Tout le monde le considérait comme faisant partie de la Suède. Mais depuis des temps immémoriaux, des Slaves vivaient là-bas aux côtés des peuples finno-ougriens. »… « Il reprenait et renforçait »,. S'exprimant à Saint-Pétersbourg à l'occasion du 350e anniversaire de Pierre le Grand, Poutine conclut : « Apparemment, il nous incombe aussi de reprendre et de renforcer »,. En décembre 2022, après les invasions et annexions de la Crimée et des oblasts de Louhansk, Donetsk, Zaporijjia et Kherson, Poutine se vante d'avoir fait de la mer d'Azov une mer intérieure russe, une ambition qu'il partageait avec Pierre le Grand.

### Politique et économie de l'Ukraine
Depuis 1991, les États-Unis soutiennent de diverses manières des groupes politiques pro-européens en Ukraine par l'intermédiaire d'organisations comme la Fondation Carnegie pour la paix internationale, notamment via des formations données à des représentants politiques. La diplomate américaine Victoria Nuland, représentante du Bureau des affaires européennes et eurasiennes (en) à Washington, indique que le financement d'aides à l'Ukraine a dépassé 5 milliards de dollars entre 1991 (date de l'indépendance de l'Ukraine) et 2013,. Ce montant inclut notamment le soutien à la croissance économique (1,1 milliard de dollars), l'assistance humanitaire (300 millions), la lutte contre le trafic de drogue. Il s'agit de financements sur des soutiens économiques, sociaux et d'appui à la démocratie.
Alors que l'Ukraine est proche du défaut de paiement et qu'elle enregistre de plus une récession de 2 % en 2013, il lui reste, fin novembre 2013, 18,79 milliards de dollars de réserves de change et elle doit en 2014 rembourser 7 milliards de dollars à ses créanciers, la Russie lui réclamant par ailleurs 17 milliards de dollars de facture de gaz naturel. Le 18 décembre 2013, le président russe Vladimir Poutine annonce la levée des barrières douanières entre l'Ukraine et la Russie, ainsi que son intention de baisser le prix de son gaz et de proposer au gouvernement ukrainien un prêt de 15 milliards de dollars. Lors des négociations entre l'Union européenne et l'Ukraine, le premier ministre ukrainien Mykola Azarov avait demandé à l'Union européenne un prêt de 20 milliards d'euros, qui lui fut refusé, l'Union européenne promettant néanmoins une aide financière.
Selon un sondage en décembre 2008, 44,7 % de la population ukrainienne s'était dite favorable à une adhésion de leur pays à l'UE tandis que 35,2 % des sondés s'y étaient dits opposés.
Le fils du président Viktor Ianoukovytch devient en un an l'un des hommes les plus riches d'Ukraine. Ianoukovytch est considéré comme très corrompu.
En août 2012, Ianoukovytch, qui parle mal l'ukrainien, désire faire de sa langue maternelle, le russe (qui n'est plus la langue officielle depuis 1989), la seconde langue administrative officielle de l'Ukraine. L'Ukraine utilise alors (et utilise actuellement) une seule langue administrative officielle (l'ukrainien) et reconnaît comme légales 13 autres langues dont le russe.
Le Donbass est lui peuplé d'une forte minorité russe (à ne pas confondre avec les ukrainiens russophones), héritage de la conquête par l'empire tsariste, et surtout de l'attraction qu'offrait cette région riche en industries et emplois du temps de l'URSS (environ 1/3 de Russes, 2/3 d'Ukrainiens dont russophones), minorité encore plus forte dans certaines villes (Donetsk, environ 48 % de Russes et 47 % d'Ukrainiens)[réf. souhaitée].
Les manifestations naissent de l'échec des négociations entre l'Ukraine et l'Union européenne et du « ras-le-bol » contre la corruption au sommet de l'État[réf. souhaitée].
Dès cet échec, les manifestants demandent le départ de Ianoukovytch, qu'ils accusent d'avoir « vendu le pays pour s'acheter un poste de gouverneur dans l'empire russe ». Sur la Place de l'Indépendance, à Kiev, les drapeaux ukrainien et européen se côtoient, montrant l'attrait pour l'Union européenne, perçue comme amenant plus de démocratie et moins de corruption dans un pays qui en souffre.

## Déroulement

### Euromaïdan
L'Euromaïdan, une manifestation pro-européenne, a débuté le 21 novembre 2013 à la suite de la décision du gouvernement ukrainien de ne pas signer un accord d'association avec l'Union européenne. Ces manifestations ont été marquées par de fortes violences entre le 30 novembre et le 8 décembre 2013, qui n'ont fait qu'accroître les mouvements de protestation, avec entre 250 000 et 500 000 manifestants à Kiev. Du 18 au 21 février 2014, des affrontements ont à nouveau éclaté, faisant plus de quatre-vingts morts.
Le mouvement contestataire de 2013-2014 est celui d'une grande partie de l'Ukraine, alors qu'une partie, dans le Donbass (région d'origine du Président Ianoukovytch qui y a ses réseaux), les villes industrielles et les grands ports, lui seraient fortement hostiles selon l'économiste prorusse Jacques Sapir. Les oligarques ukrainiens, Rinat Akhmetov en tête, première fortune du pays, lâchent le pouvoir de Ianoukovytch (qu'ils avaient jusque-là soutenu) dans le courant du mois de janvier, devant l'incapacité de ce dernier à rétablir l'ordre.
Le 24 novembre 2013, deux-mille manifestants protestent à Kiev pour la fin des négociations avec l'Europe. Les communistes se postent régulièrement près des statues de Lénine pour éviter qu'elles ne soient renversées. Les 25 et 26 novembre, des mouvements dénommés « anti-Maïdan » par leurs dirigeants sont menés à Sébastopol et à Donetsk. Les manifestants traitent les pro-européens du Maïdan de fascistes, qualificatif qu'emploient également la propagande du Kremlin et d'une grande partie des médias russes.
Le 26 novembre 2013, le premier ministre ukrainien, Mykola Azarov, reconnait que son pays a été « dissuadé par la Russie de signer l'accord avec l'UE ». Le 4 décembre 2013, les trois anciens présidents ukrainiens, Leonid Kravtchouk, Leonid Koutchma et Viktor Iouchtchenko, expriment dans un communiqué commun leur « solidarité avec les actions civiles pacifiques des manifestants » et s'interrogent sur la « volte-face brusque du gouvernement prise à l'égard de la signature de l'accord d'association européenne à Vilnius », affirmant par ailleurs que la « cruauté par laquelle les autorités agissent ne devrait pas être seulement condamnée publiquement, mais [l'être] également en conformité avec la législation ukrainienne », ajoutant que ce genre de pratiques est « totalement inacceptable dans un pays démocratique ».
Le 9 décembre, la Rada de Crimée (parlement de la république autonome de Crimée, région traditionnellement prorusse) condamne dans une déclaration les manifestations, demandant au gouvernement de restaurer l'ordre à Kiev. Le 20 février 2014, plusieurs sportifs de la délégation ukrainienne aux Jeux olympiques d'hiver de 2014 décident de quitter Sotchi prématurément, pour rejoindre leurs proches et en solidarité avec l'Euromaïdan.
| - Euromaïdan, à Kiev, fin 2013. - Portrait de Stepan Bandera, icône de certains manifestants, installé sur le quartier général de l'Euromaïdan. - Manifestation le 3 mars 2014 à Donetsk contre l'Euromaïdan. - Manifestation à Donetsk le 1er mars 2014 contre l'Euromaïdan et prise du bâtiment de l'administration régionale. |

### Révolution de février 2014
La révolution ukrainienne de février 2014 a lieu à Kiev entre le 18 et le 23 février 2014 à la suite de l'Euromaïdan, après que le président ukrainien a donné l'ordre d'évacuer la place de l'Indépendance. Elle conduit à la destitution du Président Ianoukovytch, président d'Ukraine en exercice, par le parlement Ukrainien. Ce dernier nomme Oleksandr Tourtchynov président intérimaire jusqu'à la présidentielle du 25 mai. Un gouvernement pro-européen dirigé d'abord par Tourtchynov puis par Arseni Iatseniouk est nommé dans la foulée.

### Manifestations prorusses
Le 23 février 2014, juste après le changement de pouvoir, des pro-Maïdan de Kharkiv souhaitent déboulonner la statue de Lénine, symbole du pouvoir à Moscou : ils en sont empêchés par des prorusses. Ce même jour, dans la même ville, des anti-Maïdan affrontent des pro-Maïdan sur la place de la Liberté. Une partie de la population de l'Est ne reconnaît pas les nouvelles institutions, ainsi que certains députés du Parti des régions, alors même qu'ils ont lâché le Président Ianoukovytch. Le projet d'abroger la loi prise par le Président Ianoukovytch en août 2012, qui conférait au russe le statut de langue officielle dans 13 régions sur les 27 que compte l'Ukraine, attise les colères, même si le président par intérim explique ensuite qu'il ne fera pas entrer cette mesure en vigueur pour le moment. La propagande prorusse présente cela comme une interdiction du russe, alors qu'il ne s'agit que du retour à la situation qui prévalait quelques mois auparavant (une seule langue nationale officielle, 13 langues régionales légales). Dans le sud-est, des brigades d'autodéfense prorusses sont créées, notamment à Sébastopol où se trouve une importante base navale louée par l'Ukraine à la Russie pour sa flotte de la mer Noire ainsi qu'une population d'origine russe. Un nouveau maire prorusse, Alexeï Tchaly, est élu à main levée, donc sans contrôle des votes ni confidentialité du scrutin, pour « le retour à la stabilité ».

### Annexion de la Crimée

Carte politique de la Crimée avec en jaune la république autonome de Crimée et en rouge la municipalité de Sébastopol (statut séparé). Le reste de l'Ukraine est en vert, la mer Noire à l'ouest et au sud, la mer d'Azov à l'est.

Le 27 février 2014, la Russie prétend entreprendre des manœuvres militaires avec son armée de terre aux zones frontalières avec l'Ukraine et, le 28 février, des hommes en armes et en uniforme sans signe distinctif prennent le contrôle de l'aéroport de Simferopol, capitale de la Crimée ; de plus l'entrée de l'aéroport international de Sébastopol est aussi bloquée par 300 combattants cagoulés,. Ces deux aéroports desservent la Crimée ; le lendemain le bouclage des accès aériens sur la péninsule est confirmé, district de Kirovskoïe compris (voir Raïon de Kirovske). Le ministre de l'Intérieur par intérim, Arsen Avakov, dénonce comme une « invasion » l'occupation de deux aéroports de Crimée par des hommes armés qu'il identifie comme soldats russes, ce que le Kremlin ne confirme pas. À la suite de cet événement, le parlement ukrainien fait voter une résolution appelant la Russie, le Royaume-Uni et les États-Unis à respecter le mémorandum de Budapest visant à garantir l'indépendance de l'Ukraine en échange de son renoncement aux armes nucléaires.
Le 1er mars 2014, le Premier ministre de la république autonome de Crimée, Sergueï Axionov, favorable à l'union avec la Russie (son parti, Unité russe, avait obtenu 4,02 % des voix lors des élections de 2010), « élu » deux jours plus tôt par quelques députés alors que des hommes armés contrôlaient le Parlement, demande à la Russie d'intervenir militairement. Faisant suite à la demande du président russe Vladimir Poutine, le Conseil de la fédération approuve le déploiement de forces armées dans cette région autonome. La base de la flotte de la mer Noire à Sébastopol est en effet un élément primordial du système de défense russe, lui conférant l'accès à la Méditerranée et aux mers chaudes.
L'État russe entame subrepticement le processus d'annexion de la Crimée, plusieurs témoins attestent de la distribution de passeports russes à des habitants d'Ukraine (afin de justifier ses actions par la défense de citoyens russes). Le 2 mars, le secrétaire du Conseil de sécurité nationale ukrainien annonce la mobilisation de tous les réservistes ; de plus l'Ukraine ferme son espace aérien à tout aéronef non civil. L'escalade verbale est perceptible par la convocation en urgence des vingt-huit ambassadeurs des pays membres de l'OTAN un dimanche. Au soir du coup de force, l'amiral Denis Berezovski, commandant en chef de l'amirauté ukrainienne, porte allégeance au camp prorusse. Mille soldats encerclent les services des douanes et des garde-côtes à Perevalne, tentant sans succès de désarmer les unités ukrainiennes qui s'y trouvent. Selon les autorités à Kiev qui organisent la mobilisation générale, 150 000 soldats russes seraient massés de l'autre côté des frontières de l'Ukraine. La chancelière allemande Angela Merkel obtient que Vladimir Poutine participe à des négociations avec un groupe de contact composé de diplomates européens.

#### Situation militaire et rattachement territorial
Six-mille hommes de troupe renforcent le contingent russe de Sébastopol, l'effectif de l'engagement russe en Crimée étant estimé à vingt-mille hommes ; Washington estime que « la Russie a atteint le contrôle opérationnel de la Crimée ». Le gouvernement ukrainien recense les citoyens volontaires en âge d'être incorporés. Cependant, l'armée ukrainienne est inopérante et « ne dispose plus d'unités sérieuses en Crimée (…) Les autorités ukrainiennes se battent sur le seul terrain où elles sont sûres de pouvoir surpasser les Russes : celui de l'agitation médiatique ». Côté diplomatique, le ministre des Affaires étrangères de la fédération de Russie Sergueï Lavrov souligne dans une allocution à Genève que son pays n'avait aucunement porté atteinte à l'intégrité territoriale, mais assuré la sécurité des habitants russophones de Crimée face aux événements récents à Kyev. Son homologue américain, John Kerry, énumère toute une série de sanctions possibles dont la plus retentissante mènerait à l'isolement économique de la Russie. Ioulia Tymochenko considère dans une interview que la raison de l'agression russe provient des velléités ukrainiennes à s'intégrer à l'Europe. Selon elle, la Russie vise à la capitulation de l'Ukraine.
Le 6 mars 2014, le parlement de Crimée demande à Moscou son rattachement à la Russie. Le décret est signé dès l'après-midi par les dirigeants de la région autonome, et le vice-Premier ministre de Crimée, Roustam Temirgaliev (en), annonce qu'un référendum sur le statut de la péninsule de Crimée aura lieu le 16 mars. Dans le même temps, des manifestations de partisans prorusses et de partisans de l'unité ukrainienne perdurent à Donetsk, débouchant parfois sur des affrontements entre les deux camps,. Le 11 mars, le parlement de Crimée déclare l'indépendance de la république de Crimée (réunissant la république autonome de Crimée et Sébastopol). Malgré ces événements, le gouvernement ukrainien affirme qu'il n'enverra pas de troupes en Crimée, par crainte de dégarnir les frontières orientales de l'Ukraine, où la Russie a déployé d'importantes troupes.

#### Référendum de 2014 en Crimée
Le 17 mars, après le référendum controversé organisé la veille qui attesterait que la population criméenne se soit prononcée à une très large majorité en faveur d'un rattachement à la Russie, le parlement de Crimée réaffirme l'indépendance de la péninsule, demande son rattachement à la Russie et décrète la nationalisation de tous les biens de l'État ukrainien sur son territoire. Les autorités intérimaires à Kiev continuent quant à elles de parler « d'une grande farce ». Le lendemain, le traité d'intégration de la république de Crimée à la fédération de Russie est signé, lequel transforme l'État autoproclamé en deux sujets de l'État russe : la république de Crimée et la ville d'importance fédérale de Sébastopol. Un gouvernement ukrainien en exil de la république autonome de Crimée est formé.

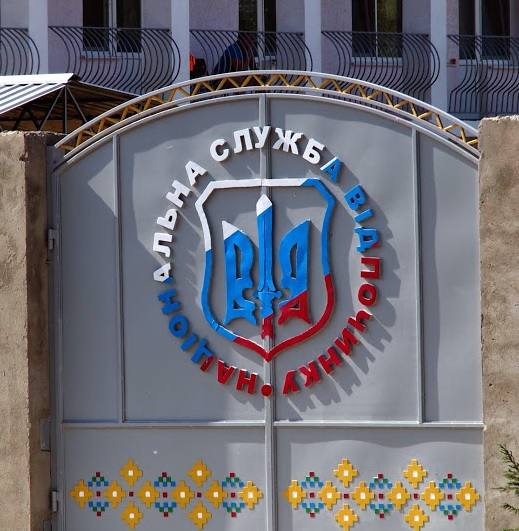
Trident ukrainien repeint aux couleurs du drapeau tricolore russe à Kourortne en 2014-11.

### Situation dans le reste de l'Ukraine
Le 23 février 2014, le président du Parlement Oleksandr Tourtchynov, proche de Ioulia Tymochenko est nommé président par intérim, jusqu'à l'élection présidentielle prévue pour le 25 mai. Le même jour, la résidence présidentielle de Ianoukovytch est nationalisée par le Parlement ukrainien et une enquête est ouverte sur des dirigeants de la police ayant pris part aux répressions. L'Ukraine reste fortement divisée entre l'ouest pro-européen, qui a pris le pouvoir, et le sud-est pro-russe. La possibilité d'une partition est même envisagée. Le Parti des régions, qui s'est officiellement séparé de Ianoukovytch, reste sceptique quant à la résolution des problèmes économiques du pays.
Le nouveau ministre de l'Intérieur, Arsen Avakov, annonce que des mandats d'arrêt pour « meurtres de masse » avaient été lancés à l'encontre de Ianoukovytch et d'autres anciens responsables. En abrogeant le 23 février 2014 la loi d'août 2012 sur les langues régionales, le parlement retire au russe (comme à plusieurs autres langues régionales comme le roumain) le statut de langue administrative officielle qu'il avait eu un peu plus d'un an dans 13 des 27 régions (essentiellement au sud et à l'est du pays). Cela implique que tous les documents officiels doivent à nouveau être rédigés uniquement en ukrainien. Cela est présenté par les médias de Moscou comme le fait que les cours dans les écoles ne seront dispensés qu'en ukrainien, que tous les noms de ville et autres noms propres devront suivre l'orthographe et la prononciation ukrainienne, ce qui était faux (et reste faux pour l'instant, puisque les minorités linguistiques peuvent faire leur cursus primaire dans leur langue. Ce qui est toutefois remis en cause par les interventions armées russes, qui ont donc l'effet inverse de celui prétendu). Cela crée un émoi dans les communautés russophiles, principalement en Ukraine occidentale, et des « brigades d'autodéfense » se forment dans ces territoires, en opposition avec les brigades révolutionnaires à Kiev.

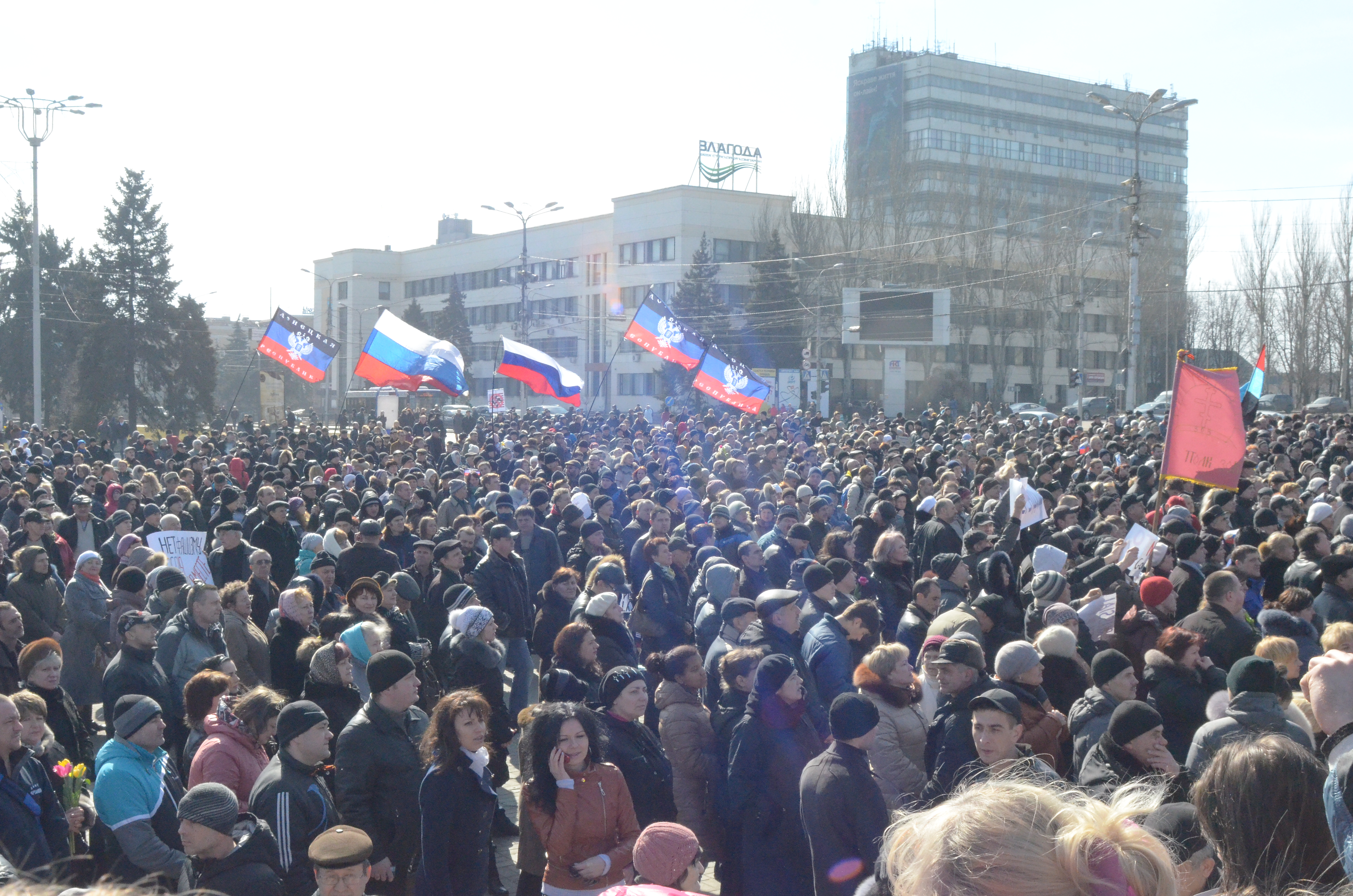
Manifestation prorusse à Donetsk, le 9 mars 2014.

Le 1er mars, des manifestations prorusses ont lieu dans les régions russophones du pays, notamment à Kharkiv, Donetsk ou Odessa. Le 3 mars, 300 manifestants prorusses ont envahi le bâtiment administratif régional de Donetsk. Le 16 mars, des manifestations prorusses ont eu lieu dans les villes industrielles de l'est de l'Ukraine. À Donetsk, des manifestants ont pénétré dans les sièges du parquet et des services spéciaux, à l'issue d'une manifestation de 2 000 personnes en faveur du rattachement à la Russie. À Kharkiv, ce sont 6 000 manifestants qui ont organisé, et ce malgré l'interdiction de la justice, un meeting-référendum pour plus d'autonomie et pour la « souveraineté » de la langue russe. Des milliers d'entre eux ont ensuite marché vers les bureaux d'organisations nationalistes où ils ont brûlé drapeaux, livres et tracts devant l'entrée. Les partisans de Kiev ont de leur côté décidé d'annuler leur manifestation afin d'éviter des provocations après qu'une personne a été poignardée à mort à Donetsk le 13 mars et que deux personnes ont été tuées dans la nuit du 14 au 15 mars à Kharkiv lors d'une fusillade impliquant nationalistes radicaux et militants prorusses,.
L'intervention des services russes a lieu dès le mois de mars. Des éléments en provenance du service du renseignement russe, environ un millier d'hommes, sont repérés dans des missions de renseignement et d'assistance militaire aux rebelles. Ces forces infiltrées sont rejointes par des mercenaires et des « volontaires » qui viennent apporter leur assistance pour la mise en œuvre de moyens militaires sophistiqués. Les effectifs russes impliqués, qui sont chargés de structurer les groupes de rebelles, représentent de 3 000 à 10 000 soldats selon les périodes.
L'usage de l'ukrainien sera plus tard encore renforcé en 2019 par un décret sur les communications professionnelles, bien que le russe reste encore très largement très pratiqué dans le pays en 2022.

### Guerre du Donbass

#### Avril - septembre 2014
| - Évolution du conflit de juillet à septembre 2014. - Territoires contrôlés par les séparatistes prorusses en 2020. |

Le 7 avril, à la suite de la saisie du bâtiment gouvernemental de Donetsk par des manifestants prorusses ou des forces spéciales russes (les « petits hommes verts »), selon les sources, la république populaire de Donetsk est proclamée et les séparatistes annoncent la tenue d'un référendum sur le statut de la ville le 11 mai. À Kharkiv un bâtiment de l'administration régionale est occupé par des manifestants prorusses qui proclament la « république populaire de Kharkov ».
Le lendemain, la Russie fait savoir que l'utilisation de la force par les autorités ukrainiennes pour réprimer les protestations dans l'est du pays pourrait mener à une guerre civile. Le même jour la police et l'armée ukrainienne reprennent le contrôle du bâtiment occupé à Kharkiv,,,.
Le 15 avril, Tourtchynov déclare que l'opération antiterroriste contre les séparatistes prorusses a débuté à Donetsk.
Le 17 avril 2014, à l'occasion d'une réunion d'urgence à Genève, la Russie, l'Ukraine, les États-Unis et l'Union européenne se mettent d'accord sur le fait que les formations militaires illégales en Ukraine doivent être dissoutes et que toute personne occupant les bâtiments administratifs doit déposer les armes et les quitter. L'accord ajoute la possibilité d'une amnistie pour tous les manifestants antigouvernementaux. Néanmoins, les séparatistes prorusses à Donetsk refusent l'accord défiant les autorités de Kiev,,. En cas de non désescalade du conflit, les États-Unis avaient insisté sur le fait de prendre des « mesures additionnelles », c'est-à-dire des sanctions, contre la Russie,.
À compter du 2 mai 2014, l'armée ukrainienne intervient dans l'est du pays. Durant les quatre premiers mois du conflit les forces rebelles assistées des spécialistes russes parviennent à abattre ou endommager plus de 30 hélicoptères et avions ukrainiens et à acquérir la maîtrise du ciel à l'aide de leur système de défense aérienne, une première dans l'histoire militaire. Les drones sont employés massivement des deux côtés. Néanmoins l'armée ukrainienne reprend du terrain en juin et juillet et commence à isoler les sanctuaires sécessionnistes. Face à cette réaction de l'Ukraine, sans doute beaucoup plus importante que prévu, les forces russes s'engagent désormais directement. Une campagne d'artillerie est lancée par l'armée russe le long de la frontière au mois de juillet 2014 contre les forces ukrainiennes. Le 11 juillet une frappe de lance-roquettes multiples détruit en moins de 3 minutes un bataillon ukrainien, situé à 10 kilomètres de la frontière. Une cinquantaine de frappes équivalentes s'abattent sur les forces ukrainiennes pour préparer la pénétration de six groupements tactiques interarmes (GTIA) russes sur le territoire ukrainien. Celles-ci comportent une forte composante d'artillerie, l'infanterie étant fournie principalement par des miliciens locaux et des mercenaires. Les GTIA russes écrasent les forces ukrainiennes à distance par le feu d'obusiers automoteurs et de lance-roquettes multiples et dans certains cas lancent des compagnies de chars pour exploiter le choc produit. L'offensive se poursuit sur une soixantaine de kilomètres de profondeur dans le but de pousser le gouvernement ukrainien à négocier dans les conditions les plus favorables. Les forces russes tentent de s'emparer du port de Marioupol au sud et de l'aéroport de Louhansk au nord. Il en suit des batailles de chars au cours desquelles les vieux T-64 ukrainiens sont écrasés par les chars russes plus modernes. L'armée ukrainienne coincée dans la poche d'Ilovaïsk et assurant la défense de l'aéroport de Louhansk est écrasée par les tirs des mortiers 254 Tyulpan de calibre 240 mm. L'Ukraine est contrainte de rechercher une solution négociée.

Lorsque les hostilités n'étaient menées que dans l'est du pays, l'un des premiers cas enregistrés de torture de prisonniers de guerre en Ukraine a été l'incident du 7 octobre 2014 dans la ville de Zugres (Oblast de Donetsk), lorsque l'Ukrainien Ihor Kozhoma, 53 ans, qui a tenté d'emmener sa femme hors de territoire occupé, a été attaché à une colonne et torturé pendant plusieurs heures par les Russes et les séparatistes locaux,. Un cas similaire a été celui de la résidente de la région de Donetsk, Iryna Dovgan (civile), qui a été publiquement torturée en raison de sa position pro-ukrainienne,.

#### Accords de Minsk

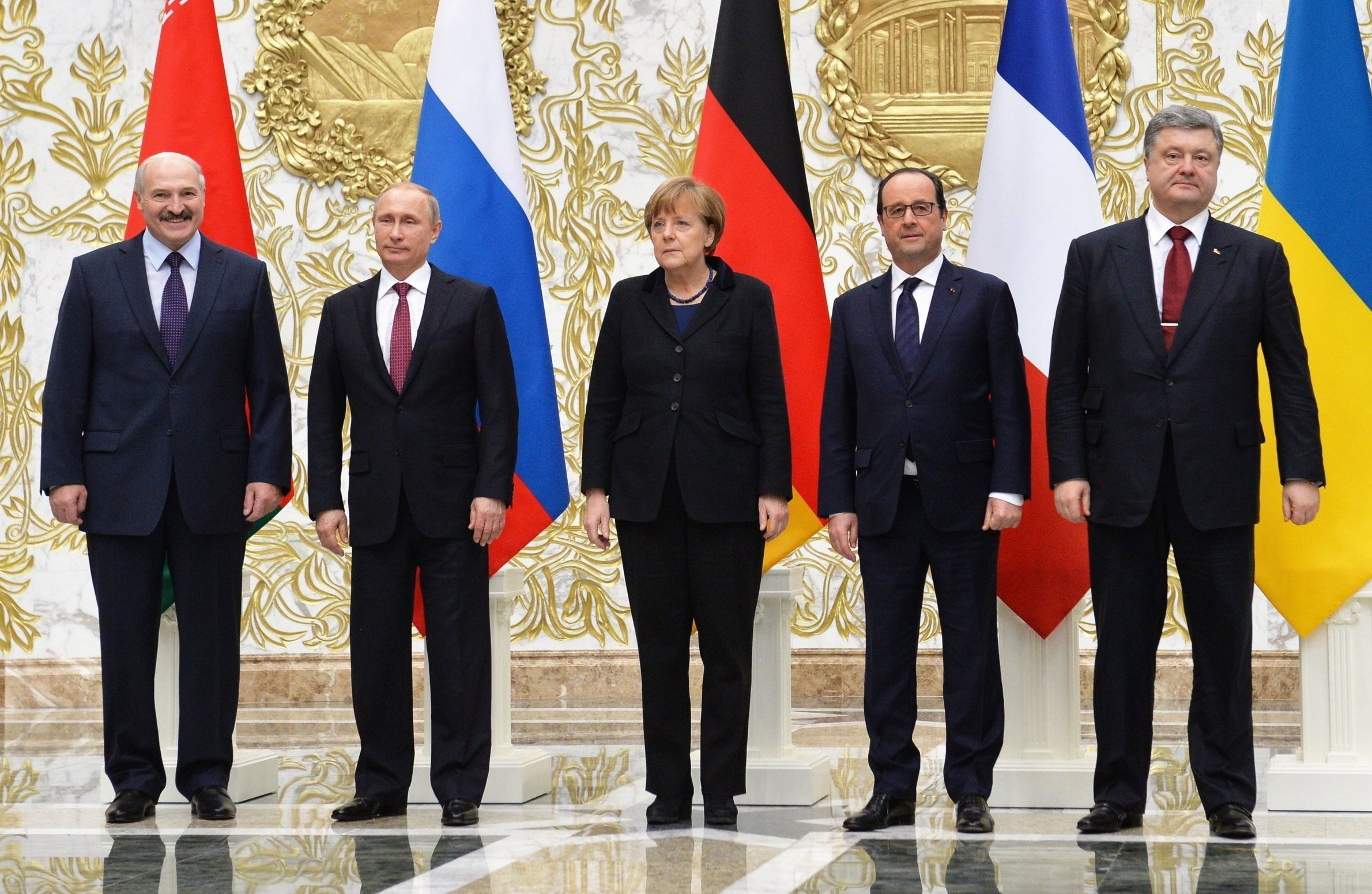
Les représentants des quatre pays avec le président biélorusse Alexandre Loukachenko, à gauche.

Afin de trouver une issue diplomatique au conflit dans l'est de l'Ukraine, les dirigeants ukrainien, russe, allemand et français se réunissent plusieurs fois à partir de juin 2014 — la date de la genèse de ces rencontres, le 6 juin, donne à ces dernières le nom de « format Normandie » — dans de nombreux pays. Ces discussions mèneront à la signature d'un accord de cessez-le-feu le 5 septembre 2014 à l'issue du protocole de Minsk. Courant janvier, les combats reprennent avec de nouvelles interventions lourdes des forces russes. Les troupes ukrainiennes perdent de nouveau du terrain, ce qui conduit aux accords de Minsk II signés le 11 février 2015 dans la ville éponyme, en Biélorussie.
Fin 2022, la Chancelière Angela Merkel reconnaît que ces accords de Minsk avaient pour but de permettre à Kiev de « gagner du temps »,.

#### De 2015 à 2020
Ces réunions aboutissent à la signature de plusieurs cessez-le-feu qui ne sont pas tous respectés. Le dernier en date a été signé le 27 juillet 2020 et fut le plus long depuis le début du conflit en 2014.

#### Tensions dans la mer d'Azov
C'est une petite mer d'à peine 35 000 km2 dans laquelle se jette l'un des principaux fleuves russes, le Don. Mais elle est importante. La mer d'Azov est aujourd'hui largement dominée par la Russie. L'annexion de la Crimée par la Russie en 2014, lui a permis de contrôler le détroit qui y donne accès depuis la mer Noire. La presqu'île est aussi reliée à la Russie par le Pont de Crimée, depuis 2018.

### Crise diplomatique de 2021-2022
La crise diplomatique russo-ukrainienne de 2021-2022 est une série d'incidents qui avivent les craintes d'une invasion de l'Ukraine par la Russie dans le cadre de la guerre russo-ukrainienne débutée en 2014.

### Invasion de l'Ukraine par la Russie depuis 2022
Le format Normandie permet de mettre en place un cessez-le-feu entre les régions séparatistes et l'Ukraine le 27 juillet 2020. Cependant, dès mars 2021, la plus longue interruption de la guerre du Donbass prend fin avec des violations du cessez-le-feu régulières pendant deux mois. Durant cette période, des mouvements de troupes russes aux abords de la frontière ukrainienne sont repérés et augmentent les tensions entre les deux pays — et sur un autre niveau entre la Russie et l'OTAN — et la crainte d'une invasion. Après le retrait de ces troupes fin avril, de nombreux échanges diplomatiques ont lieu entre les capitales occidentales, Kiev et Moscou. À partir de novembre 2021, des images satellites attestent du déploiement massif de troupes russes dans les oblasts situés près de la frontière ukrainienne mais aussi dans la région de la Crimée administrée par la fédération de Russie, et dans le voblast de Homiel dans le sud de la Biélorussie. C'est à partir de ces positions et après de nombreux mois de tensions que l'armée russe se lance sur le territoire ukrainien le 24 février à 3 h UTC+3 juste après la diffusion d'une allocution par Vladimir Poutine. Entre-temps, le président russe a reconnu l'indépendance des républiques populaires de Lougansk et Donetsk le 21 février 2022 avec l'appui des chambres haute et basse du corps législatif.
L'invasion de l'Ukraine par la Russie suscite de très nombreuses réactions de la part des principales organisations internationales et de la plupart des pays. Le Saint-Siège est aussi passé à l'acte. À la suite de l'invasion, le pape François a visité l'ambassade russe près le Saint-Siège,. François a également envoyé en Ukraine début mars deux cardinaux haut placés (Konrad Krajewski et Michael Czerny). Les deux initiatives furent considérées comme plus qu'inhabituelles de la part de la diplomatie du Vatican. Le 25 mars 2022, le pape François consacra la Russie et l'Ukraine (voir la consécration de la Russie), dans le contexte des représentations diplomatiques du Saint-Siège.
Depuis la guerre russo-ukrainienne, les Émirats arabes unis sont devenus un paradis pour les super yachts, les jets privés, l'argent sale et le centre commercial contre l'or russe. Le cheikh Mansour ben Zayed Al Nahyane, a été accusé d'avoir permis aux EAU d'être inondés de super yachts et de jets privés appartenant à des oligarques fidèles à Vladimir Poutine en octobre 2022. Selon les données commerciales et douanières, les entités russes ont reçu 1 000 fusils d'assaut et autres équipements de sociétés chinoises via la Turquie et les EAU après le début de la guerre en Ukraine au début de 2022.

#### Pertes ukrainiennes et russes

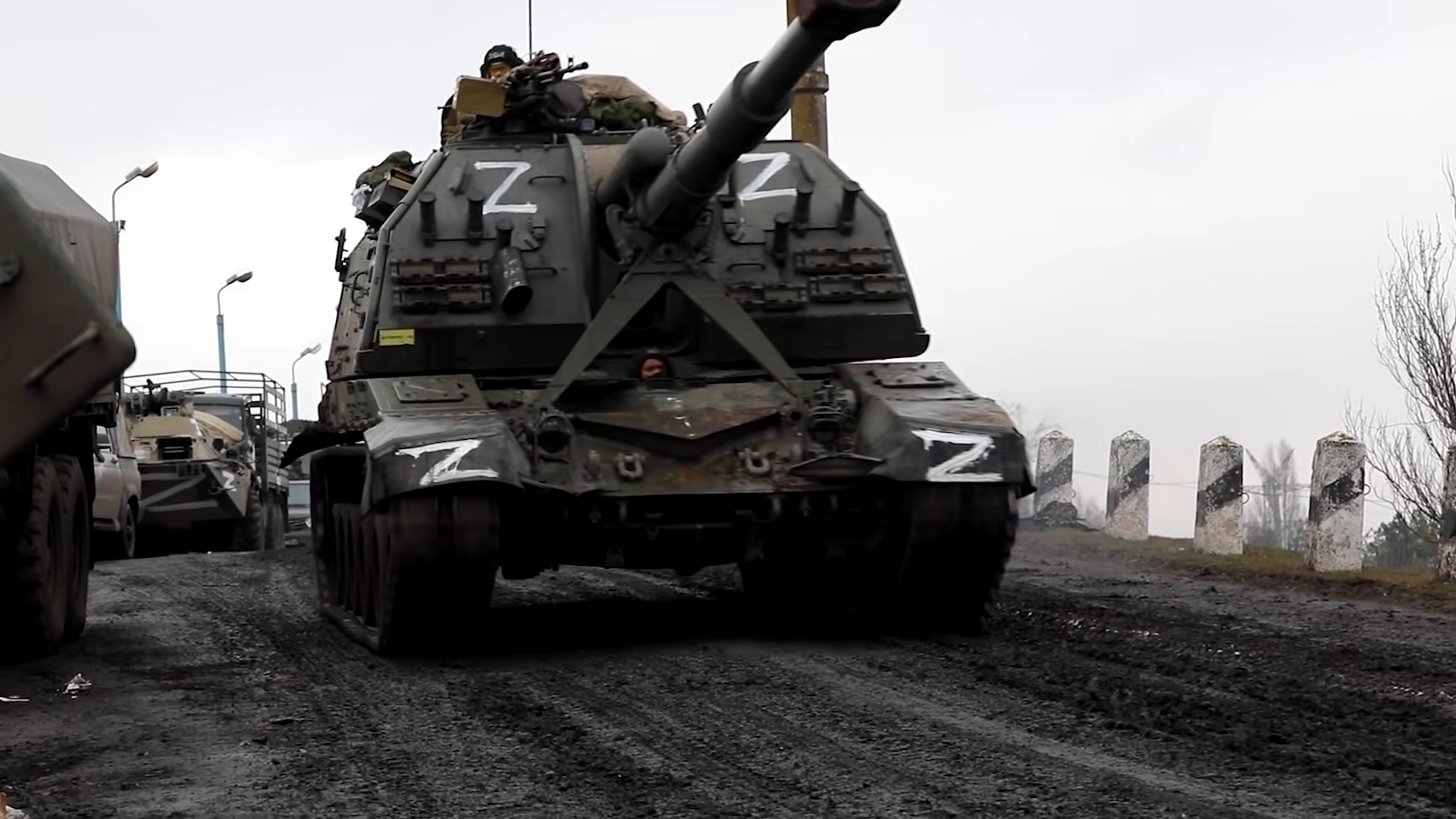
Le 2S19 « Msta-S », obusier de calibre 152 mm automoteur, marqué du Z de l'invasion de l'Ukraine par la Russie.

Depuis l'offensive russe du 24 février 2022, il est rare que Kiev fasse état de ses pertes. Début juin, le président Volodymyr Zelensky annonce la mort d'une centaine de combattants et de 500 blessés par jour. Le ministre de la Défense, Oleksiy Reznikov, a ensuite confirmé ces chiffres. Enfin, Mykhaïlo Podoliak, un proche conseiller du Président Zelensky, a avancé une fourchette de 100 à 200 morts et 500 blessés par jour. Faute de décompte officiel, les estimations du nombre de militaires tués et blessés dans le conflit Russo-Ukrainien depuis février 2022 varient. Selon des responsables américains anonymes cités par le New York Times le 21 août, on estime à 500 000 le total des pertes, avec 120 000 morts du côté russe et 70 000 du côté ukrainien. Ces chiffres signalent une augmentation significative depuis la bataille de Bakhmout, marquée par des centaines de pertes quotidiennes des deux côtés.
Ces déclarations mettent en avant le fait que les pertes sont à ce moment-là surtout dues à des échanges de tirs d'artillerie et de canon automoteur, et que les Russes ont quinze fois plus de pièces, particulièrement dans le Donbass où ils concentrent leurs forces,. Les Russes ont pour eux une puissance de feu bien supérieure (les estimations évoquent le chiffre de 50 000 à 100 000 obus tirés chaque jour, et de 5 à 10 fois moins du côté ukrainien).
La chaîne franco-allemande Arte révèle dans une émission de novembre 2024 que l'armée ukrainienne a connu plus de 15 000 désertions entre janvier et août 2024, pour un peu moins de 3 500 en 2022 et un peu moins de 8 000 en 2023.

### Annexion d'oblasts du sud et de l'est de l'Ukraine
Les séparatistes prorusses annoncent des référendums de rattachement à la Russie, contestés par des manques d'organisation et des risques d'ingérence, pour les oblasts de Louhansk, Donetsk, Kherson et Zaporijjia, du 23 au 27 septembre 2022,,,.

## Analyses géopolitiques et socio-économiques
(février 2023).

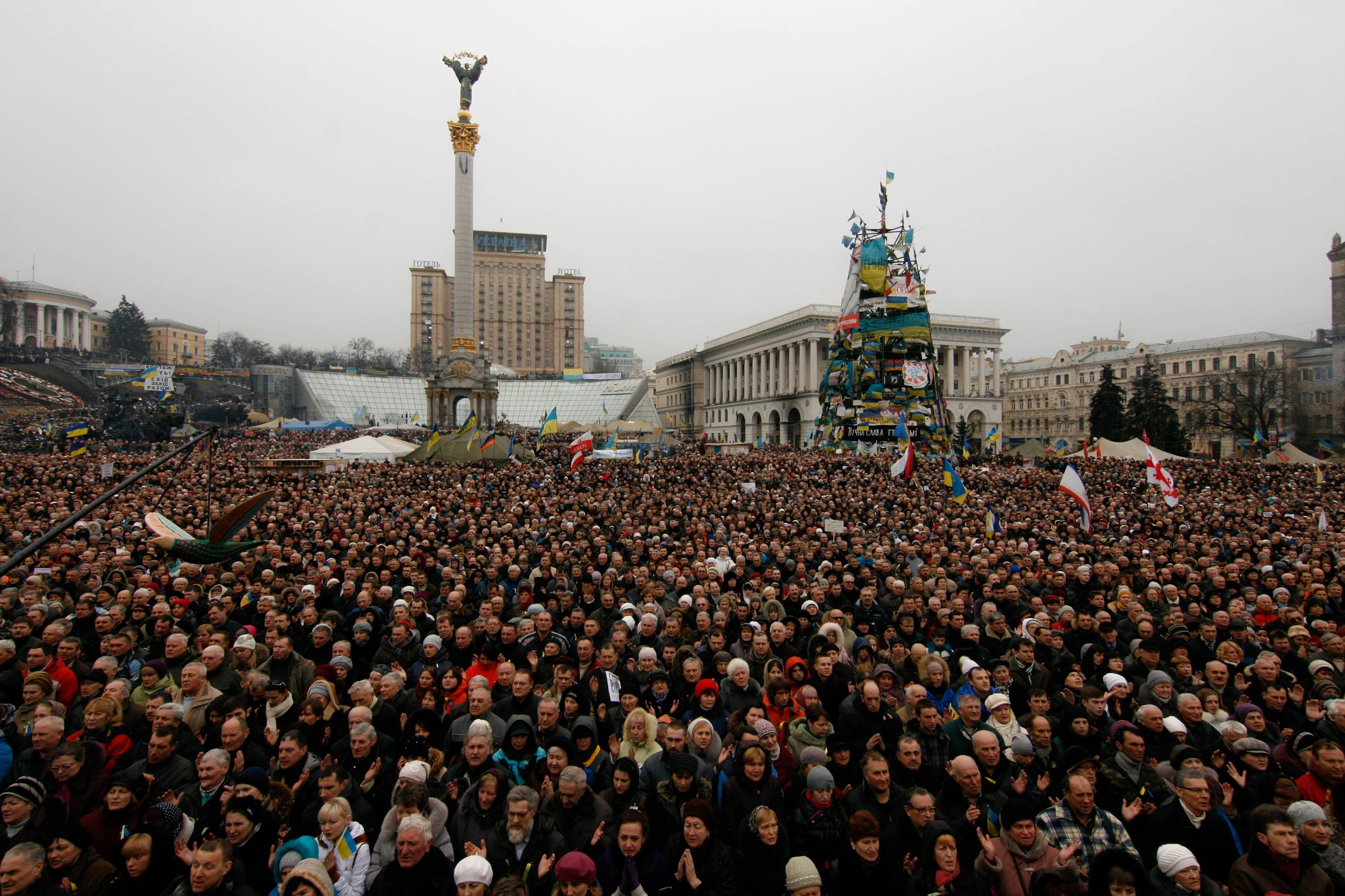
Manifestations place de l'Indépendance à Kiev protestant contre l'intervention russe en Crimée, le 2 mars 2014.

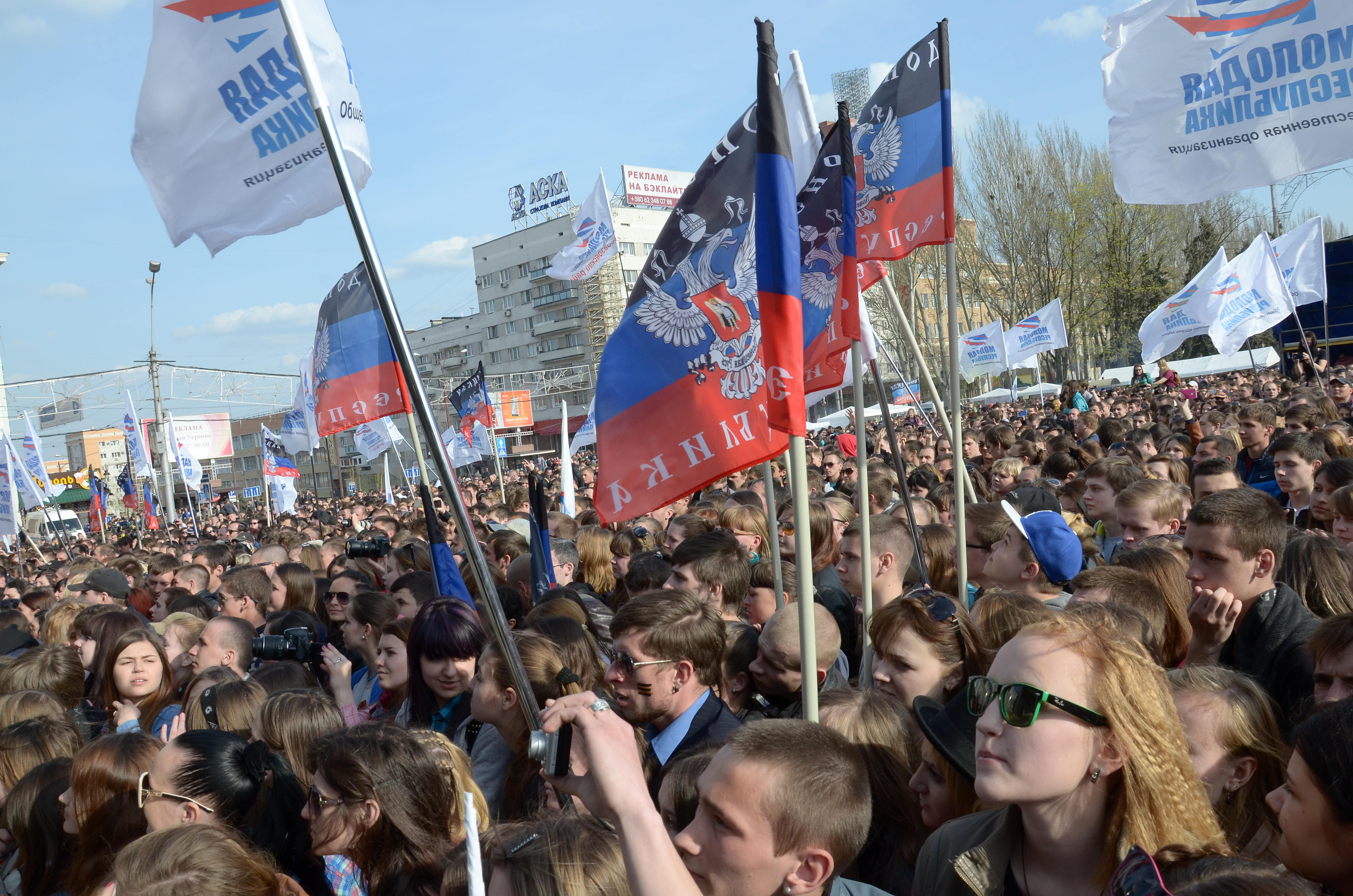
Donetsk, le 24 avril 2015.

En mars 2014, l'ancien secrétaire d'État américain Henry Kissinger juge ainsi la situation dans les colonnes du Washington Post :

« Les Ukrainiens sont l'élément décisif. Ils vivent dans un pays multilingue, à l'histoire complexe. La partie ouest a été incorporée à l'Union soviétique en 1939 quand Staline et Hitler se sont réparti le butin. La Crimée, dont 60 % de la population est russe, n'est devenue une province ukrainienne qu'en 1954, quand Nikita Khrouchtchev, Ukrainien de naissance, l'a offerte lors de la célébration en Russie du 300e anniversaire d'un accord avec les cosaques. L'ouest est majoritairement catholique, l'est est majoritairement russe orthodoxe. L'ouest parle ukrainien, l'est parle essentiellement russe. Toute tentative d'un côté de l'Ukraine de dominer l'autre — tel qu'en a été le dessein[Quoi ?] — mènerait à terme à une guerre civile ou à une sécession. (…) Vladimir Poutine devrait prendre conscience que, quelles que soient ses doléances, il ne pourra pas imposer militairement sa politique sans déclencher une nouvelle guerre froide. De leur côté, les États-Unis devraient éviter de traiter la Russie comme un pays aberrant auquel il faut enseigner patiemment des règles de conduite établies par Washington. »

— Henry Kissinger, « Henry Kissinger: To settle the Ukraine crisis, start at the end », The Washington Post, 5 mars 2014.
Julien Vercueil analyse dans Le Monde diplomatique les racines de la crise ukrainienne en ces termes :

« À la fin des années 2000, deux projets d'intégration régionale prennent forme et conduisent le pays à un dilemme : association avec l'Union européenne ou union douanière avec la Russie ? Les termes de ce choix contraint ignorent la cohésion économique et sociale de l'Ukraine, tiers exclu de cette logique binaire. »

« Depuis mai 2009, l'Union européenne propose un partenariat à l'Ukraine, la Biélorussie, la Moldavie, l'Arménie, la Géorgie et l'Azerbaïdjan. L'offre ne s'étend pas à la Russie, avec laquelle les négociations de partenariat stratégique sont enlisées depuis la « guerre du gaz » de 2006. Pour l'Ukraine, le rapprochement passe par la signature d'un accord de libre-échange complet et approfondi (Aleca). En exportant ses institutions, l'Union européenne prend place dans la concurrence par et pour les normes, enjeu majeur de la mondialisation. De son côté, la Russie a hérité d'un système issu de l'URSS, qui, bien que lacunaire, vieillissant et pesant, encadre encore les relations économiques entre les pays de la CEI. Compte tenu de la contagion que provoque leur diffusion, une pénétration des normes européennes en Ukraine risquerait d'emporter l'ensemble postsoviétique par effet domino. La réaction de la Russie relève donc aussi de la lutte pour la survie d'un système sur lequel son complexe militaro-industriel repose toujours largement. »

— Julien Vercueil, Le Monde diplomatique.

Pour Pascal Boniface, directeur de l'Institut de relations internationales et stratégiques : 

« L'Ukraine a toujours été partagée entre ces deux pôles d'influence : la Russie et l'Europe. C'est une division classique et assez ancienne que révèlent de manière exacerbée les soulèvements des dernières semaines, mais cela ne doit pas être perçu comme un retour quelconque à la guerre froide. Pas plus que la Chine, la Russie ne cherche pas à exporter un quelconque modèle national, elle n'offre aucun système collectif alternatif aux États-Unis par exemple. Tout ce que veulent ces puissances, c'est prendre la tête de la course mondiale. On n'est plus dans des systèmes idéologiques qui s'affrontent, mais dans une logique de rivalités nationales (…) La Russie, dont on oublie trop le type d'humiliation — à la fois sociale, économique et politique — qu'elle a subi dans les années 1990, avec un PNB réduit de moitié, une influence largement diminuée sur le plan international, etc., veut retrouver son influence. Pour Poutine, qui a souvent dit que la plus grave catastrophe géopolitique du XXIe siècle était la disparition de l'Union soviétique, il ne s'agit pas aujourd'hui de recréer une Union soviétique avec un système d'alliances et de pays communistes à même de contester le modèle capitaliste occidental. Il s'agit de faire en sorte que la Russie soit respectée, quitte à ce qu'elle soit crainte et non aimée. (…) On a encore trop tendance à voir les choses de façon manichéenne : les bons d'un côté, les méchants de l'autre ; nous d'un côté, eux de l'autre… Ce logiciel de lecture très « guerre froide » ne fonctionne pas dans un monde aussi pluriel et divers que le nôtre. »

— Pascal Boniface , Partout dans le monde, l’opinion publique prend le pouvoir
Pour le géopolitologue Alexandre del Valle :

« Pour revenir à l'Ukraine, Poutine estime qu'il ne peut en aucun cas laisser un gouvernement radicalement anti-russe gouverner un pays situé dans sa sphère d'influence stratégique (« étranger proche »), sachant qu'une partie importante de la population ukrainienne est russe ou russophone. D'après le président russe, c'est le crédit géopolitique même de la Russie qui est en jeu. (…) Pour Vladimir Poutine, Moscou a donc tout autant le droit de défendre ses bases stratégiques donnant accès aux mers chaudes (Syrie, Crimée, etc.) que les Occidentaux défendent leurs bases partout et jusqu'aux portes d'espace russe. Rappelons par ailleurs que la Crimée, ancienne « Côte d'azur russe », est devenue ukrainienne par la négation (soviétique) des aspirations de ses habitants, puisqu'elle fut « donnée » à l'Ukraine par le dictateur soviétique Khrouchtchev. Ce fut aussi le cas du Haut-Karabagh, région arménienne « donnée » à l'Azerbaïdjan par Staline, origine d'un interminable conflit entre ces deux pays. On pourrait aussi s'étonner du fait que les mêmes Occidentaux désireux de « sanctionner » Poutine pour la Crimée passent leur temps à absoudre la Turquie qui occupe illégalement depuis 1974 et colonise l'île de Chypre, pourtant membre de l'Union européenne… Mais il est vrai que la Turquie est un membre important de l'OTAN, ce qui donne des droits différents… On constate ici les sérieuses limites du principe du droit international « d'intangibilité des frontières ». »

— Les racines géopolitiques de la crise ukrainienne et de la brouille russo-occidentale,  Atlantico
Enfin, cette crise constitue de facto de la part de la Russie une violation unilatérale du traité international de sécurité et désarmement nucléaire de l'Ukraine, dit « mémorandum de Budapest ». Par ce traité, signé le 5 décembre 1994, l'Ukraine accepte de se défaire de l'énorme stock d'armes nucléaires dont elle a hérité à la dislocation de l'URSS (1 900, transférées en Russie pour démantèlement) et d'adhérer au Traité sur la non-prolifération des armes nucléaires (TNP). En contrepartie, l'Ukraine recevait des garanties de la Russie, des États-Unis et du Royaume-Uni, rejoints plus tard par la Chine et la France, pour sa sécurité, son indépendance et son intégrité territoriale :
- respecter l'indépendance et de la souveraineté ukrainienne dans ses frontières actuelles ;
- s'abstenir de toute menace ou usage de la force contre l'Ukraine ;
- s'abstenir d'utiliser la pression économique sur l'Ukraine en vue d'influencer sa politique ;
- demander l'aval du Conseil de sécurité des Nations unies si des armes nucléaires sont utilisées contre l'Ukraine ;
- s'abstenir d'utiliser des armes nucléaires contre l'Ukraine ;
- consulter les autres parties prenantes si des questions se posent au sujet de ces engagements[164].

Le président Poutine se justifiera de cette violation en dénigrant ce traité, conclu sous la présidence de Boris Eltsine.
Cette violation constitue un événement majeur et un précédent au plan des politiques internationales de non-prolifération et de désarmement nucléaire, en mettant en doute le caractère effectif des garanties de sécurité que tout État « proliférant » pourrait obtenir en échange d'un renoncement volontaire au nucléaire militaire, et donne a contrario à ces États un argument fort quant au caractère irremplaçable de l'arme nucléaire pour assurer leur souveraineté et leur indépendance.

## Conséquences extra-politiques

### Répercussions sportives
L'Ukraine avait été désignée hôte du championnat d'Europe de basket-ball 2015 en décembre 2011, la sélection masculine livrant des performances remarquées aux Euros 2011 et 2013 ainsi qu'à la coupe du Monde 2014 pour sa première participation. Cependant les divers événements relatés ci-dessus incitèrent la France à se porter candidate en mai 2014 en cas de délocalisation de l'évènement, ce qui se produit un mois plus tard. Le 8 septembre 2014, la France, ainsi que la Croatie, l'Allemagne et la Lettonie, sont déclarées par la FIBA Europe coorganisatrices du tournoi.
Depuis son arrivée au pouvoir au début des années 2000, Vladimir Poutine a choisi le sport un élément central du pouvoir de convaincre (soft power) de Moscou. La vague de critiques et de sanctions après l'invasion de l'Ukraine — dont l'exclusion de la Russie de la Coupe du monde de football 2022 — met à mal l'édifice bâti par le maître du Kremlin.
Les experts avertissent que la guerre en Ukraine pourrait augmenter la faim et l’insécurité alimentaire pour plusieurs millions de personnes, notamment en Afrique. La plupart des pays africains importent du blé et de l’huile végétale d’Ukraine et de Russie, une région maintenant engloutie dans un conflit depuis que la Russie a envahi son voisin.

### Répercussions industrielles
L'AIEA réitère régulièrement son inquiétude face aux attaques contre les infrastructures énergétiques ukrainiennes, qui menacent notamment la sûreté nucléaire de neufs réacteurs nucléaires en activité, à Zaporijjia notamment, mais aussi ceux des centrales nucléaires Khmelnytskyy et Rivne plus au sud. Peu de dégâts directs aux centrales nucléaires ont été signalés, mais de nombreuses sous-stations électriques « identifiées par l'AIEA comme importantes pour la sûreté et la sécurité nucléaires », que les centrales utilisaient à la fois pour transmettre et recevoir de l'électricité hors site ont subi des « dommages étendus » qui diminuent considérablement la capacité du réseau à fournir une alimentation électrique fiable aux centrales nucléaires ukrainiennes.

### Articles connexes

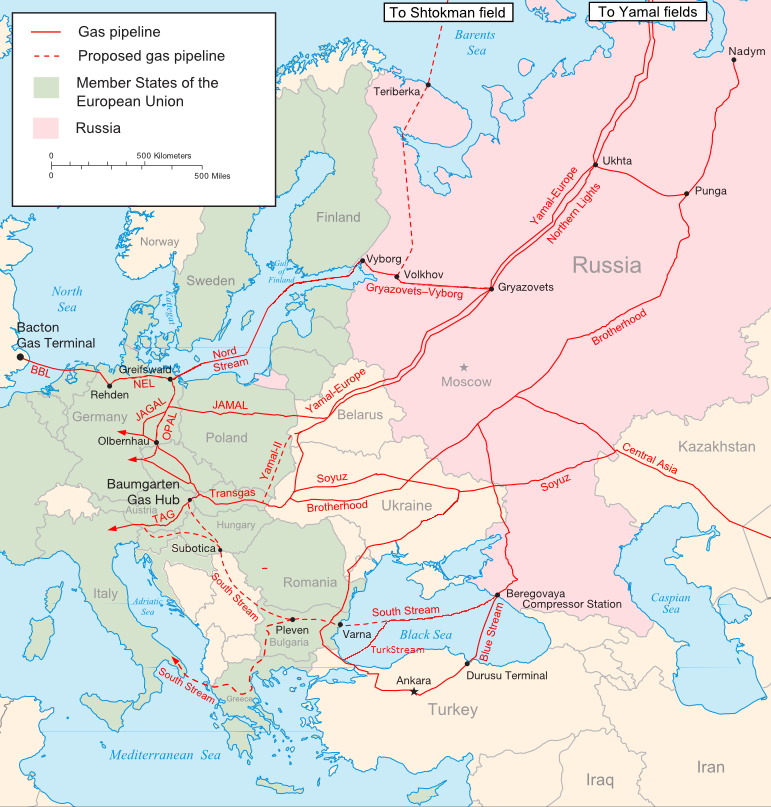
Carte des principaux pipelines de transport de gaz naturel russe existants proposés à l'Europe. La Russie fournit un quart de la consommation de gaz de l'UE, surtout par transit à travers l'Ukraine. En limites de la zone actuelle de conflit, les pipelines Soïouz et Droujba passent dans le nord et au centre du Donbass.